# Serra d'Oriola
La serra d'Oriola és una alineació muntanyenca del municipi valencià d'Oriola (Baix Segura). D'orientació clarament Bètica, la serra d'Oriola forma amb la serra de Callosa un conjunt muntanyenc de blocs de calcàries dolomítiques del Triàsic, que emergeixen aïllades enmig de la plana al·luvial del Segura. Les seues formes són abruptes i molt fragmentades. La cota més elevada es troba en la penya d'Oriola, amb una alçada de 634 metres, però ressalta enormement front els 22 metres sobre el nivell del mar als quals es troba la població d'Oriola, situada als seus peus.
Des de l'antiguitat, aquestes muntanyes han sigut objecte d'activitat minera, i hi són freqüents els pous i galeries que encara podem trobar. Fonamentalment, junt amb algunes explotacions de guixos i calcàries abandonades en l'actualitat, s'extreien minerals de ferro i en uns pocs llocs or natiu.
Tota la serra presenta nombroses coves i abrics de desenvolupament variable, la qual cosa confereix a l'abrupte paisatge una certa singularitat i bellesa geomorfològica.
Tota la zona està sotmesa a una elevada insolació en els mesos d'estiu. Aquest factor, juntament amb les escasses precipitacions, dificulta l'existència de fonts i cursos d'aigua permanents. Tan sols la font de Sant Cristóbal pot contenir una mica d'aigua després de pluges importants.
Alguns dels seus cims són la Muela, la Cruz de la Muela (564 m), el pico del Cuervo, el pico del Águila (634 m).
Entre la seua flora, destaquen taques de pineda de repoblació i abundants espècies rupícoles amb alguns endemismes. Alguns d'aquests són la pineda de Sant Cristobal, la pineda de Bonança o el vessant posterior de la serra.
Existeixen al llarg d'aquesta serra diverses microreserves de flora autòctona de gran importància i el conjunt està protegit amb la figura de Lloc d'Importància Comunitària (LIC).